# Тодор Рангелов
Тодор Рангелов Младенов-Ярославски е български партизанин и офицер, полковник.

## Биография
Роден е на 16 ноември 1919 г. в пернишкото село Ярославци. През 1939 г. става член на РМС, а от 1941 г. и на БКП. През 1936 г. напуска гимназията поради материални затруднения и става шивашки работник. От 1940 г. служи във втора трудова дружина в Пловдив, където сформира ремсистка група. Част е от Брезнишката партийна група. През 1943 г. е осъден задочно на смърт. Става партизанин през август 1943 г. и влиза в Трънския партизански отряд От юли 1944 г. е командир на Брезнишкия партизански отряд.
От 1944 до 1947 г. работи в Окръжния комитет на БКП в Брезник. Служи в армията от 1947 до 1961 г. и достига до чин полковник. През 1969 г. е повишен в звание генерал-майор от запаса. Първоначално е заместник-командир по политическата част на дружина, а след това е инспектор в Министерството на отбраната. Бил е началник на отдел във Висшето народно военно училище във Велико Търново, а след това началник на военно окръжие. Между 1961 и 1964 е председател на ОС на ДОСО в Перник След това започва работа в Булгарплод. Между 1974 и 1979 г. работи в търговското представителство на България в СССР. Пише спомени „Следи в росата“ (1962). С указ № 301 от 27 февруари 1980 г. е обявен за герой на социалистическия труд. Награждаван е още с ордените „Народна република България“ – III ст. (1969), „Народна свобода 1941 – 1944 г.“ – II ст., „9 септември 1944 г.“ – III, II и I ст. и „Червено знаме на труда“.